# Problema
Problema ist ein Dokumentarfilm von Ralf Schmerberg.

## Inhalt
Der Film geht zurück auf das Projekt „Dropping Knowledge“ und eine in dessen Rahmen entstandene Fragensammlung. 100 dieser Fragen wurden am 9. September 2006 auf der Berliner Veranstaltung „Table of Free Voices“ diskutiert, unter der Beteiligung von 112 Intellektuellen und Künstlern.
Der Film zeichnet sich durch schnelle Schnitte aus. Das Bildmaterial mit Aufnahmen ursprünglicher Natur erinnert entfernt an das Filmprojekt „Koyaanisqatsi“.
„Problema“ steht zum freien Download sowie auf verschiedenen Videoplattformen zur Verfügung.